# 1732
Cette page concerne l'année 1732  du calendrier grégorien. Pour l'année 1732 av. J.-C., voir 1732 av. J.-C.
L'année 1732 est une année bissextile qui commence un mardi.

## Événements
- 10 janvier : traité de Hamadan entre l'empire ottoman et la Perse. Les Turcs ne conservent de leurs conquêtes que la Géorgie et l’Arménie[1].
- 27 janvier : James Oglethorpe obtient du Conseil privé une charte royale pour la colonie de Géorgie ; elle est signée par le roi George II le 21 avril et reçoit par le Sceau Privé le 9 juin[2].

- 1er février (21 janvier du calendrier julien) : second traité de Rasht entre la Perse et la Russie[3]. Abandon par les Russes des conquêtes de Pierre le Grand sur la Caspienne[4].

- 18 mars : instauration de la capitation au Brésil[5] (1732-1750). Les mineurs du Minas Gerais doivent payer à la couronne portugaise 17 grammes d’or par esclave possédé et par an. À l’apogée de l’exploitation, 100 000 esclaves travaillent à la prospection (soit 113 arrobes d’or). En 1750, le ministre Pombal revient au système du quinto, mais exige un minimum annuel de 100 arrobes.

- 12 avril : fondation de la Compagnie asiatique au Danemark[6]. Elle trafique avec les États barbaresques, la Chine et les Indes occidentale où elle acquiert les îles de Saint-Thomas et Sainte-Croix en 1733. Les Danois exportent le bois et le goudron norvégien, le hareng salé et reçoivent du sel, des soieries et des denrées coloniales.

- 7 juillet, Perse : Nâdir Shâh destitue Tahmasp II, place le fils de celui-ci, Abbas III, encore enfant, sur le trône, et se déclare régent[4].
- 16 août :	victoire de l'Ordre de Malte sur les Ottomans à la bataille au large de Damiette[7].

- 23 septembre : Mongolie : défaite des Dzoungars à Erdenidzu,  près de Karakorum. Leur khan Galdan Tseren doit négocier la paix avec les Mandchous[8].
- 27 décembre : rencontre de Rohe-Rameshwar entre le peshwâ Bajirao Ier et Nizam-ul-Mulk pour le partage du Dekkan[9].

- Des insectes détruisent les récoltes au Japon (1732-1733)[10]. Violente famine emmenant le retour de l’avortement, de l’infanticide et du mariage tardif[11]. Les marchands de riz s’enrichissent. Le shogun Yoshimune Tokugawa fait distribuer le riz des réserves de l’État pour nourrir les affamés et faire baisser les prix. Il gagne le surnom de « shogun du riz » (kome shôgun).

### Europe
- 11 janvier : réunie à Ratisbonne, la Diète d'Empire approuve la Pragmatique Sanction[12].
- 11-26 janvier : la Cour et les administrations russes reviennent à Saint-Pétersbourg qui redevient capitale de la Russie[13]. Création d’une commission des comptes pour contrôler l’administration des gouverneurs.
- 14 janvier : huit cents Autrichiens et Génois attaquent les insurgés corses à Calenzana. Ils sont repoussés avec de lourdes pertes[14].
- Janvier : Burckhardt de Münnich est nommé Président du Collège de la guerre en Russie, puis feld-maréchal le 27 février[15]. Il modifie le système du recrutement en Russie : une recrue pour 350 paysans avec possibilité de rachat.

- 16 février : Ancône devient un port franc[16].
- 9 mars : entrée de l’infant Don Carlos, héritier du duché de Toscane, à Florence[17].

- 10 mai : paix de Corte en Corse qui ne sera pas respectée. Les rebelles corses sont arrêtés par les Génois après le départ des Impériaux[18].

- 30 août : négociations franco-russes. L'ambassadeur français Magnan remet un projet de traité d'alliance au comte Münnich[19]. Andrei Osterman impose contre Biron la fidélité à l’alliance autrichienne.

- 13 septembre  : alliance des trois aigles noires conclue à Wusterhausen. Entente austro-prusso-russe négocié pour la Russie par Charles Löwenwolde (originaire de Liigvalla, en Estonie). Il est signé par la Prusse le 13 décembre[20].
- 9 octobre : entrée de l’infant Don Carlos à Parme après le départ des troupes autrichiennes[17]. Le duché de Parme passe sous le gouvernement des Bourbon d’Espagne (fin en 1802).
- 9 novembre : Alphonse de Liguori fonde à Scala la « Congrégation du Très Saint Rédempteur »[21].

- Auguste II de Pologne, pressentant les difficultés de la succession et pour rendre la couronne de Pologne héréditaire, cherche appui auprès de la Prusse (il lui promet Dantzig), de la Russie (il lui fait miroiter la Lituanie), de l’Autriche (il lui cèderait le comté de Zips)[22].

- Charles VI élimine les protestants de l’appareil d’état en introduisant une formule de serment où il est fait mention de la vierge Marie[23].

## Naissances en 1732
- 11 janvier : Pehr Forsskål, explorateur, orientaliste et naturaliste suédois († 11 juillet 1763).
- 17 janvier : Stanislas II, roi de Pologne († 12 février 1798)
- 21 janvier : Frédéric-Eugène, quatorzième duc de Wurtemberg (Saint-Empire romain germanique) († 23 décembre 1797)
- 24 janvier : Pierre-Augustin Caron de Beaumarchais, dramaturge français († 18 mai 1799).
- 25 janvier : François Devosge, peintre et sculpteur français († 22 décembre 1811).

- 22 février :
  - Jean-Bernard Restout, peintre français († 18 juillet 1797).
  - George Washington, futur Président des États-Unis († 14 décembre 1799).
- 27 février : Raymond de Boisgelin, archevêque français († 22 août 1804).

- 1er mars : William Cushing, juge américain († 13 septembre 1810).
- 2 mars : Louis-Gabriel Du Buat-Nançay, dramaturge, historien et écrivain politique français († 18 septembre 1787).
- 4 mars : Charles François Gabriel Magnien de Chailly maître de forges français, capitaine au Régiment des Gardes françaises, un des acteurs de la journée du Serment du Jeu de paume en 1789 († 1er janvier 1815).
- 31 mars : Joseph Haydn, compositeur Autrichien († 31 mai 1809).

- 5 avril : Jean-Honoré Fragonard, peintre français († 22 août 1806).

- 19 mai : Johann Christoph von Wöllner, pasteur et homme d'État prussien († 10 septembre 1800).

- 26 juin : Jean-Baptiste Denoville, navigateur français († 1783).

- 11 juillet : Joseph Jérôme Lefrançois de Lalande, astronome français († 4 avril 1807).

- 1er août : Johann Melchior Wyrsch, peintre suisse († 9 septembre 1798).
- 17 août : François-Germain Le Rouvillois, député du clergé aux états généraux de 1789 (†  ?)

- 30 septembre : Jacques Necker, ministre de Louis XVI († 9 avril 1804).

- 6 octobre : Nevil Maskelyne, astronome britannique († 9 février 1811).
- 26 octobre : Francesco Sozzi, peintre italien († 1795).

- 6 décembre : Warren Hastings, homme politique britannique, premier Gouverneur général des Indes († 22 août 1818).

- Date précise inconnue :
  - Giovanni Battista Cantalupi, peintre italien († 1780).
  - José Antonio de Rojas, homme politique chilien († 18 octobre 1817).

## Décès en 1732
- 17 février : Louis Marchand, musicien français (° 2 février 1669).
- 29 février : André-Charles Boulle, ébéniste, sculpteur, fondeur, ciseleur, doreur, peintre et dessinateur français (° 10 novembre 1642).
- 1er mars : Pierre Chirac, médecin français (° 25 avril 1657).
- 20 juin : Richard II van Orley, peintre belge (° 16 juillet 1663).
- 26 juin : Andrea Belvedere, peintre italien (° 1652).
- 23 août : Felice Boselli, peintre baroque italien (° 23 avril 1650).
- 9 septembre : Francis Negus, officier et homme politique britannique (° 1670).
- 9 novembre Giuseppe Tonelli, peintre italien spécialisé dans la quadratura (° 1668).
- 25 décembre : Francisco Ochoa Mendarozqueta y Arzamendi, archevêque de Palencia, (Espagne).
- Date précise inconnue :
  - Niccolò Lapi, peintre italien de l'école florentine (° 1661).
  - François van Loo, peintre français (° 8 novembre 1708).
  - Michele Pagano, peintre italien de la fin de l'époque baroque (° 1697).
  - Antonio Puglieschi, peintre italien (° 1660).